# Burgschleinitz-Kühnring
Burgschleinitz-Kühnring je městys v Rakousku ve spolkové zemi Dolní Rakousy v okrese Horn. Žije v něm 1382 obyvatel (podle sčítání z roku 2016).

## Poloha
Burgschleinitz-Kühnring se nachází v severní části spolkové země Dolní Rakousy v regionu Waldviertel. Leží 13 km jihovýchodně od okresního města Horn a jeho územím protéká říčka Schmida. Částí Burgschleinitz prochází B35, která vede z Kremže přes Maissau a Eggenburg na hranice s Českou republikou a částí Kühnring B2, která se u Schöngrabenu odpojuje od silnice B303 a pokračuje přes Horn a Schrems také až na hranice s Českou republikou. Rozloha území městysu činí 41,85 km², z nichž 20% je zalesněných.

### Členění
Území městyse Burgschleinitz-Kühnring se skládá z deseti částí:
- Amelsdorf
- Burgschleinitz
- Buttendorf
- Harmannsdorf
- Kühnring
- Matzelsdorf
- Reinprechtspölla
- Sachsendorf
- Sonndorf
- Zogelsdorf

## Historie
Na místě, kde stojí dnešní farní kostel v Kühnringu, nechal v první polovině 12. století Hadmar I. vystavět rodový hrad Kuenringů. Na zámku v Harmanndorfu napsala nositelka Nobelovy ceny míru Bertha von Suttner svůj román Die Waffen nieder! (česky: Odzbrojte!). V Reinprechtspölla se nachází rodný dům význačného pravěkého badatele Josefa Höbartha.
Kostel v Reinprechtspölla byl roku 1735 stavitelem Leopoldem Wißgrillem rozšířen a barokně upraven. Plány nepochybně pochází od barokního architekta kláštera v Klosterneuburgu Donata Felice d'Allia. V duchu změn liturgie byl interiér kostela pozměněn. Na hřbitově v Reinprechtspölla se nachází hrob vyhlášeného skladatele a všeobecného talenta Otta Zyklana (1935-2006).

## Pozoruhodnosti
- Kaple sv. Barbory (Zogelsdorf)
- Zámek Harmannsdorf
- Zámek Zogelsdorf
- Hrad Burgschleinitz
- Zámek Wisent v Amelsdorfu
- Farní kostel sv. Michaela v Burgschleinitz
- Farní kostel sv. Filipa a Jakuba v Kühnringu
- Farní kostel sv. Pankráce v Reinprechtspölla
- Mezinárodní spolek Berthy von Suttner se sídlem v Harmannsdorfu

## Fotogalerie

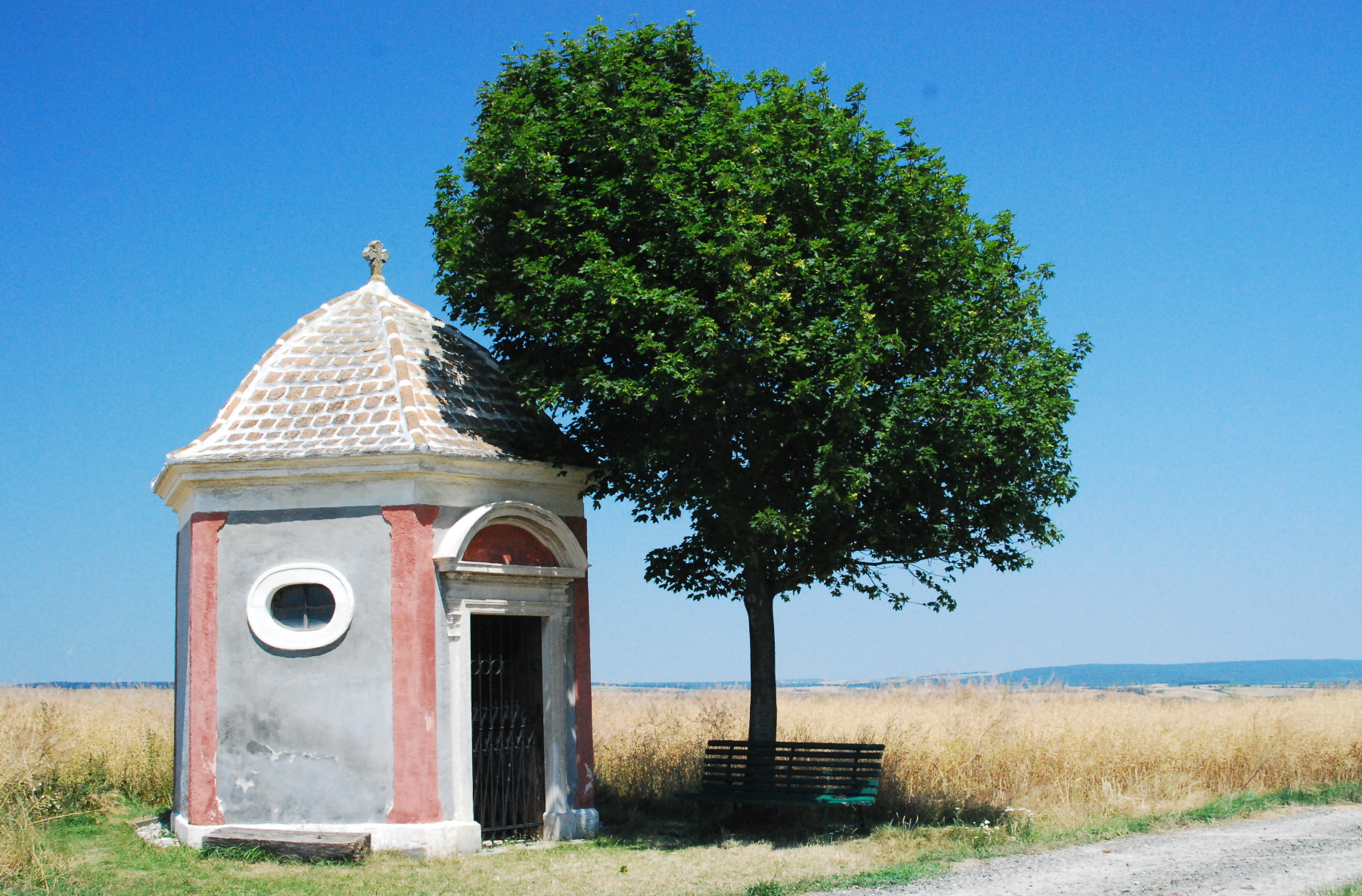
Kaple sv. Barbory u Zogelsdorfu
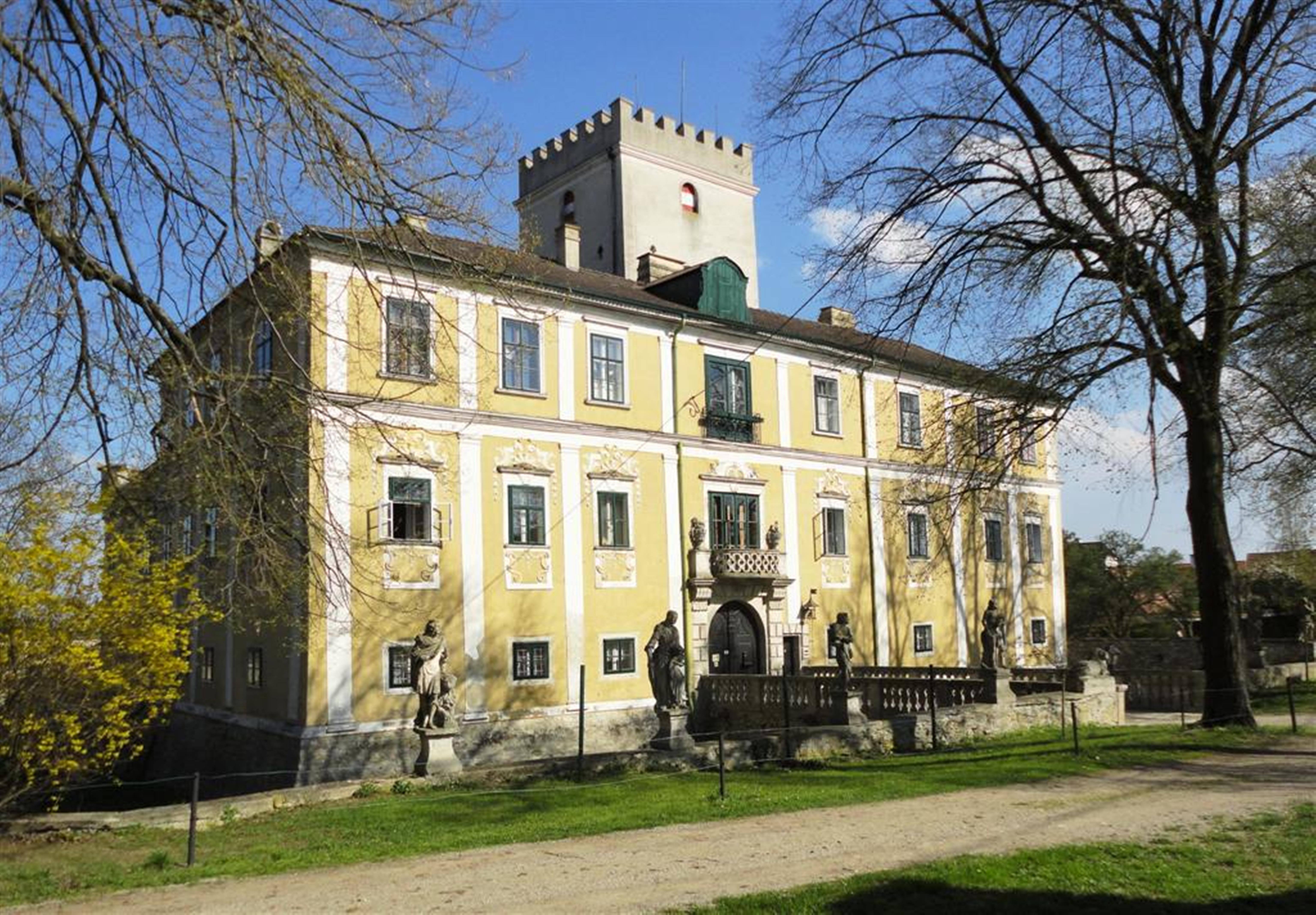
Zámek Harmannsdorf
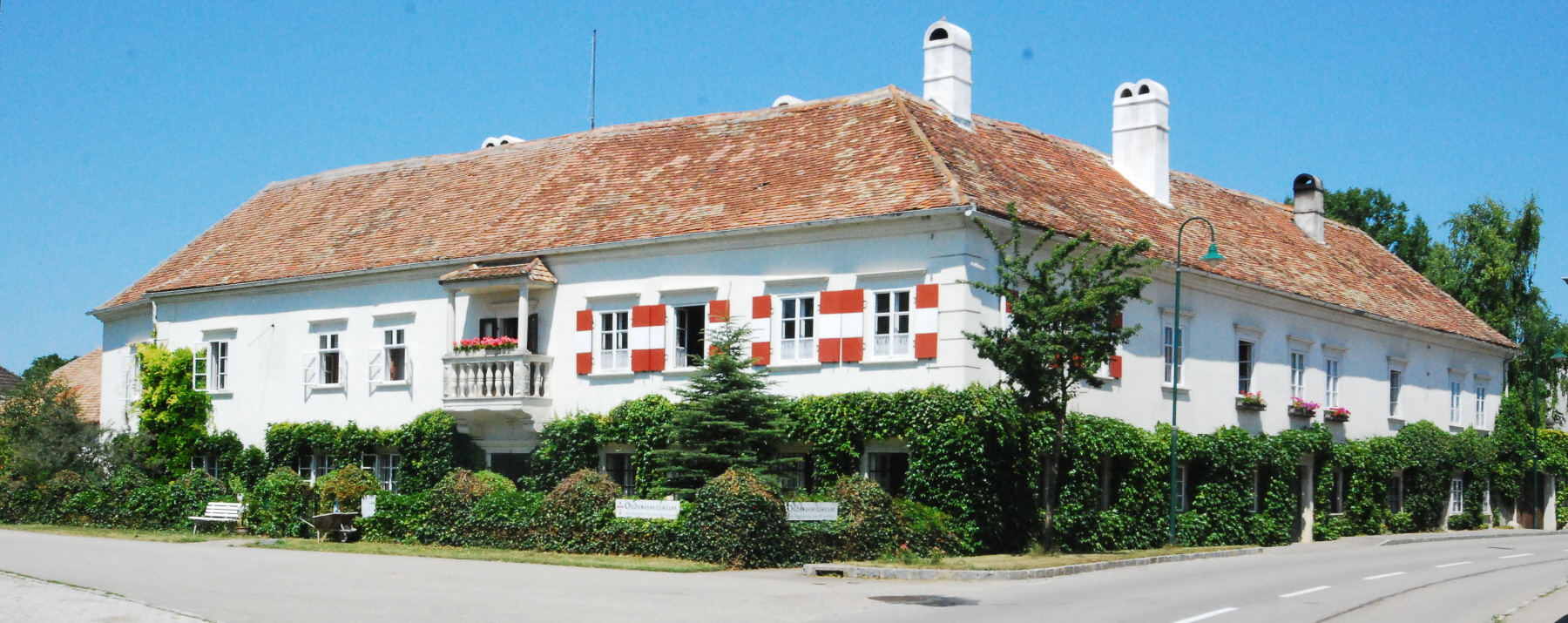
Zámek Zogelsdorf
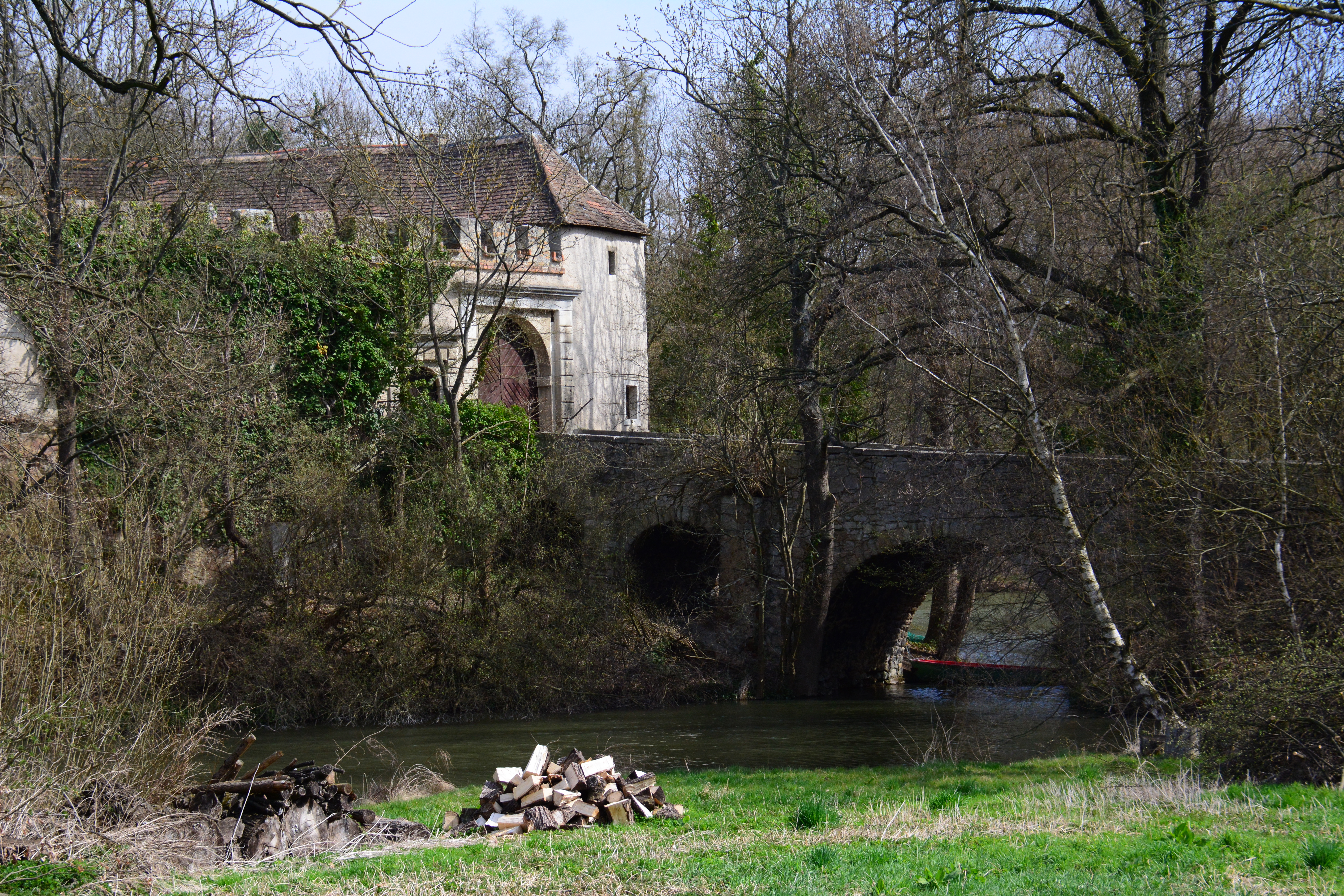
Vstup na hrad Burgschleinitz
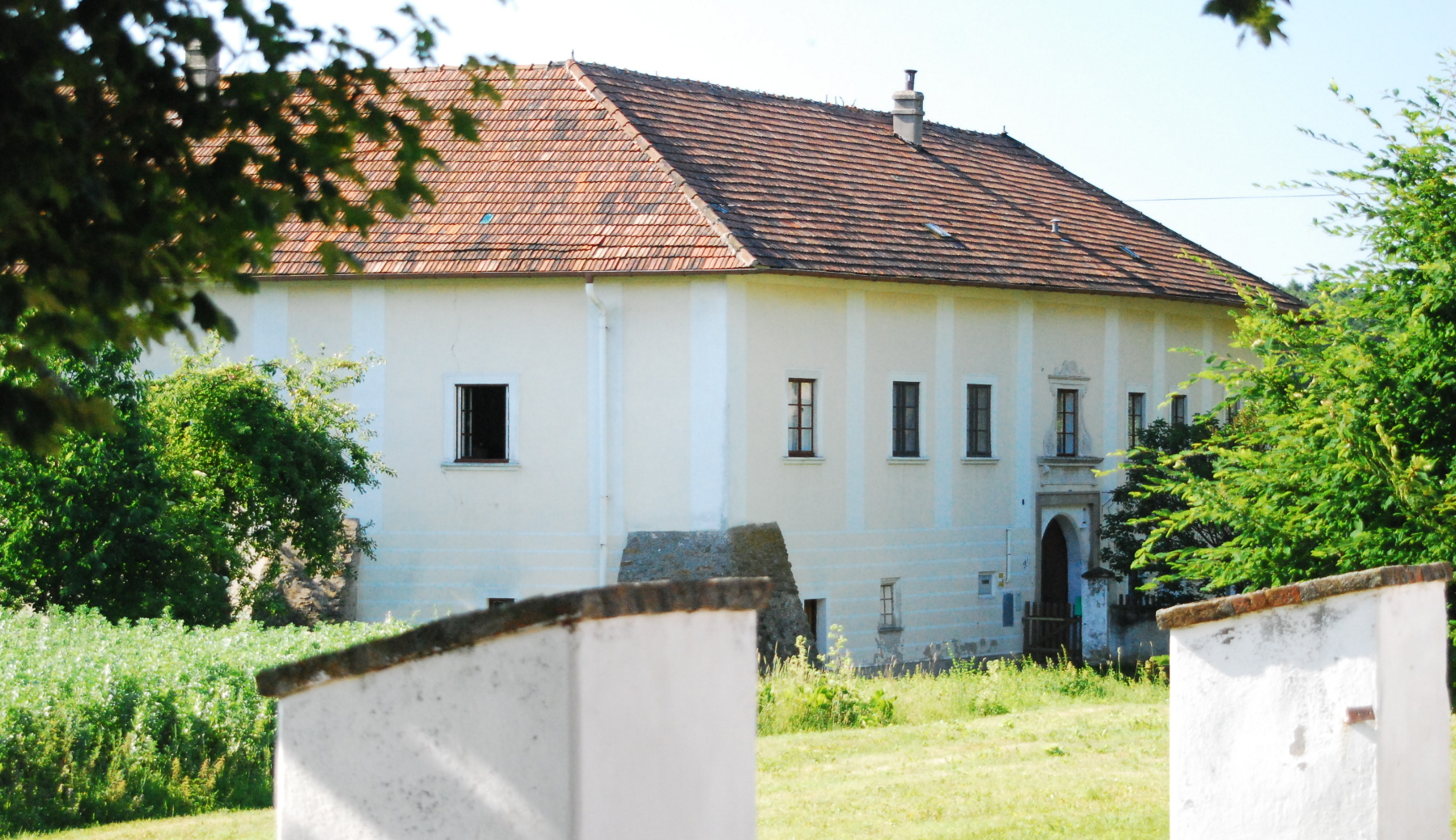
Zámek Wisent v Amelsdorfu
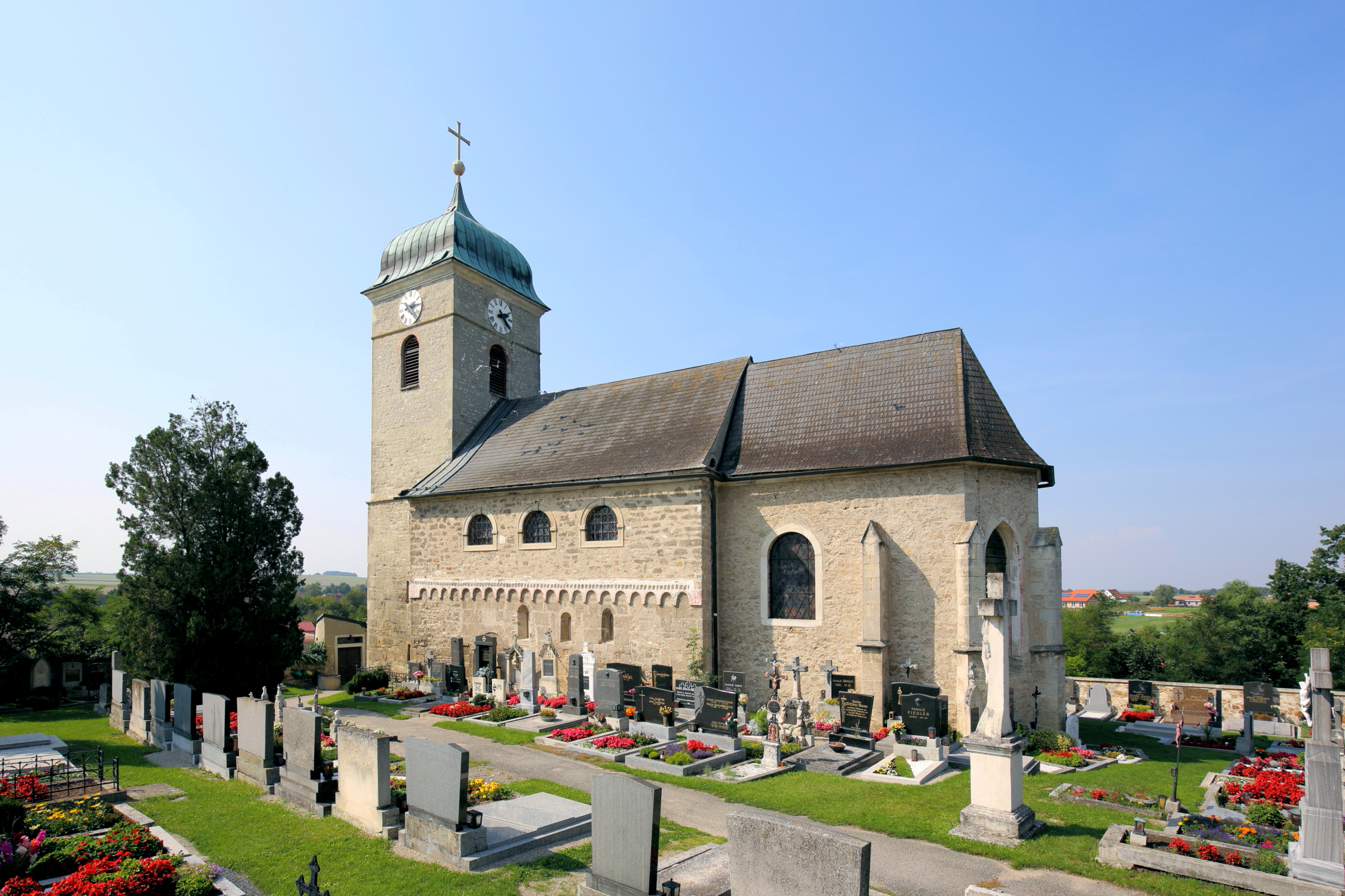
Farní kostel sv. Michaela v Burgschleinitz
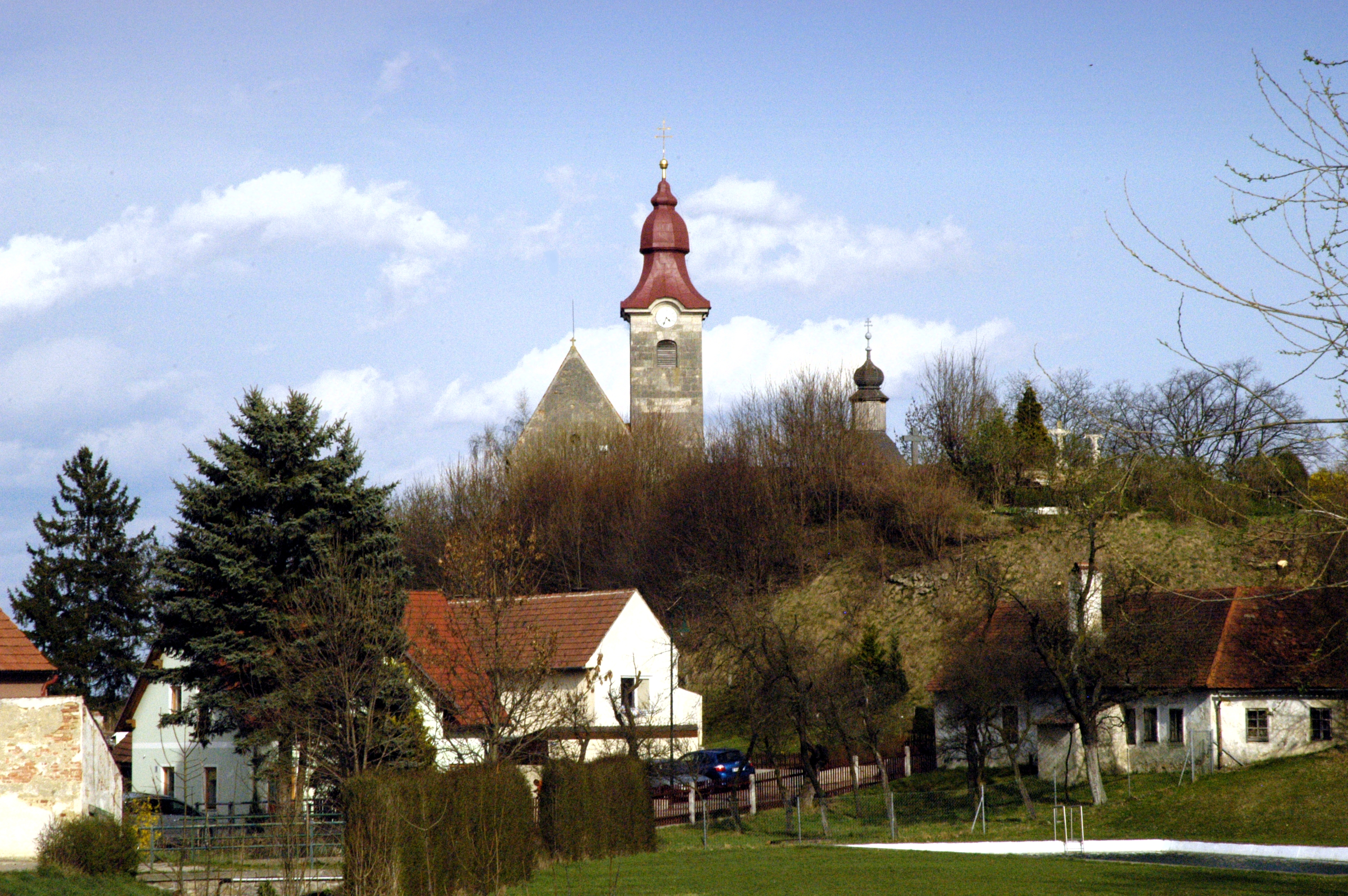
Kühnring
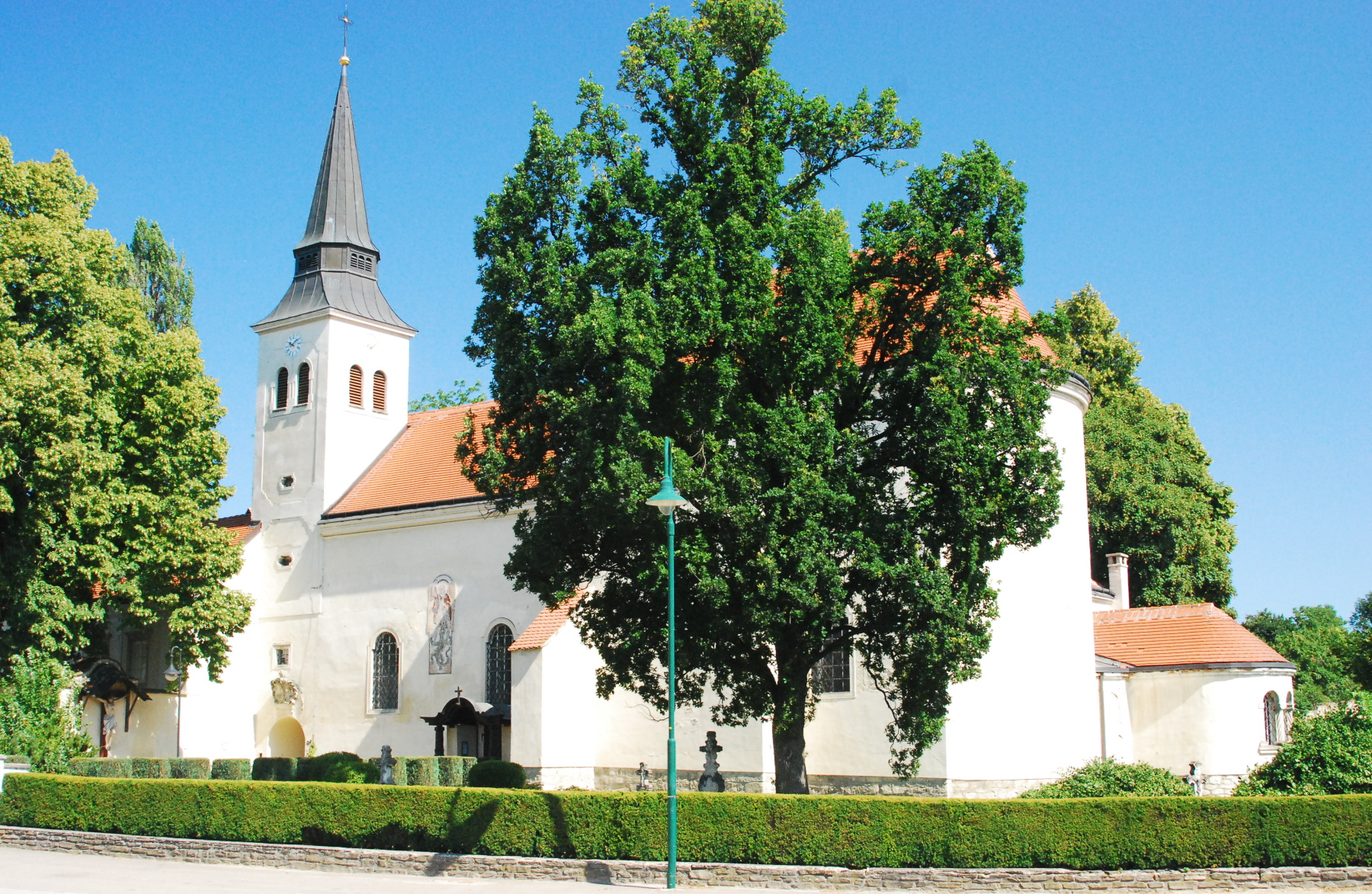
Farní kostel sv. Pankráce v Reinprechtspölla